# 张东健
張東健（韩语：／ Jang Dong-gun */?，1972年3月7日—），韓國男演員以及歌手。
憑借電視劇《天橋風雲》、《愛上女主播》以及陳凱歌導演執導的電影《無極》爲中國觀眾熟知。2004年，以電影《太極旗飄揚》獲得韓國電影青龍獎最佳男主角獎，這還使他成爲青龍獎有史以來得到男演員類所有獎項大滿貫的第一人。2010年5月2日張東健與演員高素榮結婚，現育有一子一女。2012年，時隔12年再度演出電視劇《紳士的品格》。

## 生平
還在上高中的時候，由於做手術需要住院，父親將韓國一名高僧所寫的一本隨筆集《無慾》拿給他看，從此他被佛教博大精深的文化所深深吸引。
在高考第三次落榜之後的第二年，他的母親幫他投遞了MBC學院的申請表。處女作《我們的天國》並未打響名氣，反倒是之後的《最後的勝負》等劇集讓他一炮而紅。以《天橋風雲》和《愛上女主播》在亞洲大受歡迎。之後轉戰電影參演的《朋友》為他帶來亞太影展最佳男配角，《太极旗飘扬》則讓他榮獲青龍獎最佳男主角的稱號。
2010年張東健與高素榮舉行婚禮，據南韓媒體報導，彩禮為情侶念珠手鐲。同年，妻子高素榮產下一名男嬰。2014年，妻子高素榮在首爾順利產下一女。
2015年2月南韓媒體報導，張東健因對藝術經營方面感興趣，也為了彌補當年從韓國藝術綜合大學戲劇系休學的遺憾，於2015年春季學期進入首爾網路大學文化藝術經營學系就讀，時隔21年重返校園，並有攻讀碩士的打算。

## 演藝作品

### 電影
- 1997年：《敗者復活傳（朝鲜语：패자부활전 (영화)）》飾演 金民圭
- 1997年：《首爾假期（朝鲜语：홀리데이 인 서울）》飾演 計程車司機
- 1998年：《我們接吻吧？（朝鲜语：키스할까요?）》飾演 演員（特別出演）
- 1999年：《戀風戀歌（朝鲜语：연풍연가）》飾演 泰熙
- 1999年：《不留情面（朝鲜语：인정사정 볼 것 없다）》飾演 金刑警
- 2000年：《無政府主義者（朝鲜语：아나키스트 (영화)）》飾演 謝爾蓋
- 2001年：《朋友》飾演 韓東洙
- 2002年：《2009失去的記憶》飾演 坂本正行
- 2002年：《海岸線（朝鲜语：해안선 (영화)）》飾演 姜漢澤
- 2004年：《太極旗飄揚》飾演 李振泰
- 2005年：《颱風》飾演 崔明信
- 2005年：《無極》飾演 昆崙
- 2009年：《早安總統（朝鲜语：굿모닝 프레지던트）》飾演 車智旭
- 2010年：《黃沙劍影（朝鲜语：워리어스 웨이）》飾演 陽
- 2011年：《登陸之日》飾演 金俊殖[6]
- 2012年：《危險關係》飾演 謝易梵
- 2014年：《殺手的品格（朝鲜语：우는 남자）》飾演 坤
- 2017年：《七年之夜（朝鲜语：7년의 밤）》飾演 永才
- 2017年：《VIP》飾演 朴在赫
- 2018年：《屍落之城》飾演 金子俊
- 2024年：《非普通家族》饰演 宰奎
- 待定：《热带夜》饰演 白道俊[7]

### 電視劇
- 1992年：MBC《我們的天堂 （第二季）（朝鲜语：우리들의 천국）》飾 張東健
- 1993年：MBC《一枝梅》飾 一枝梅
- 1994年：MBC《最後的勝負》飾 尹哲俊
- 1996年：MBC《冰之戀（朝鲜语：아이싱 (드라마)）》飾 尹燦
- 1997年：MBC《醫家兄弟（朝鲜语：의가형제）》飾 金秀亨
- 1997年：SBS《天橋風雲（朝鲜语：모델 (드라마)）》飾 李政
- 1997年：MBC《英雄神話》飾 金泰宇
- 1998年：MBC《愛情（朝鲜语：사랑 (1998년 드라마)）》飾 鄭仁和
- 1999年：SBS《青春（朝鲜语：청춘 (드라마)）》飾 姜賢宇
- 1999年：SBS《鬼迷（朝鲜语：고스트 (드라마)）》飾 張大協
- 2000年：MBC《愛上女主播》飾 尹翔澤
- 2012年：SBS《紳士的品格》飾 金道鎮
- 2016年（拍攝）：中國大陸《我曾愛過你，想起就心酸》飾 許志
- 2018年：KBS《Suits》飾 崔剛皙
- 2019年：tvN《阿斯達年代記》飾 妥坤
- 2023年：tvN《阿斯達年代記：阿拉姆恩之劍》飾 妥坤

### 紀錄片
- 2019-2023年：JTBC、TV朝鮮《張東健的Back to the Books（朝鲜语：장동건의 백투더북스）》[8]

## 配音作品
- 1997年：《大力神》

為迪士尼電影中的大力神配音
- 2008年：《地球》

韓國上映的紀錄片擔任旁白

## 音樂作品
- 《走向你的路》（1993年）
- 《憂傷民謠》（1993年）
- 《友誼》（1994年 與陳哲合作）
- 《飛翔》（1995年 與潘美辰合唱中文歌曲《讓愛靠近》）
- 《風景》（1998年 與具本承合作）
- 單曲《比我更好》 收錄於《紳士的品格OST Part.6》（2012年）

## 曾獲獎項
- 1994年：第30屆百想藝術大賞－TV部門 男子新人演技獎（一枝梅）
- 1997年：第33屆百想藝術大賞－TV部門 男子人氣獎
- 1997年：MBC演技大賞－男子最優秀演技獎
- 1997年：第18屆青龍電影節－男子新人獎（敗者復活）
- 1999年：第20屆青龍電影節－最佳男配角（不留情面）
- 2001年：亞太影展－最佳男配角（朋友）
- 2004年：第25屆青龍電影節－最佳男主角（太極旗飄揚）
- 2007年：第15屆春史電影賞－韓流文化大獎[9]
- 2012年：SBS演技大賞－十大明星獎、週末/連續劇部門 男子最優秀演技獎（紳士的品格）

## 外部連結
- 张东健在NAVER上的资料
- 张东健在Daum上的资料